# Antipodean Resistance
Antipodean Resistance (AR) este o grupare neonazistă din Australia. Grupul, înființat în octombrie 2016, a fost descris drept „alt-right” și utilizează sloganul „We're the HItlers you've been waiting for” (în română Suntem Hitlerii pe care îi așteptați). Logo-ul Antipodean Resistance conține simbolul Soarele negru și Totenkpf-ul cu o pălărie Akubra, o cunună de lauri și o svastică.
AR promovează și incită la ură și violență prin intermediul posterelor antisemite și homofobe. Multe dintre acestea conține imagini grafice cu homosexuali și evrei împușcați în cap. Unul dintre postere cere „Legalizarea executării evreilor”. Site-ul acestora a fost închis în decembrie 2018.

## Istoric
Antipodean Resistance a luat naștere pe site-ul IronMarch.org, un site de extremă-dreapta care se descrie drept o rețea socială fascistă și care este asociată cu numeroase grupuri supremațiste și neonaziste precm Atomwaffen Division, Batalionul Azov și Mișcarea de rezistență nordică.
AR a intrat în atenția autorităților după o serie de vandalisme în orașele majore din Australia. Aceștia au lipit postere cu mesajul „Keep Australia White” (în română Păstrați Australia Albă) în școlile din Melbourne cu o populație minoritară semnificativă, considerate de către ministrul educației James Merlino drept „josnice și dezgustătoare”.
Organizația a intrat în atenția mass-mediei internaționale ca urmare a unor postere în limba chineză publicate în diferite universități prin care studenții chinezi erau amenințați cu deportarea.
În perioada consultării naționale cu privire la căsătoria dintre persoanele de același sex în Australia, AR a distribuit materiale propagandistice în biserici, universități și spații publice în care asociau căsătoria homosexualilor cu pedofilia.
În decembrie 2017, posterele AR au fost observat în suburbia Chippendale din Sydney și bannere care cereau o „revoluție albă”. În aprilie 2018, postere AR au fost observate în Canberra. În iunie 2018, postere Ar au fost observate Chapel Street, Youth Yarra în Melbourne în care homosexualii erau descriși drept „o boală”. Pe 2 noiembrie, 2018 Partidul Național din Australia le-a interzis membrilor săi să devină membrii unor organizații alt-right printre care și Antipodean Resistance.